# المطبوعات المصورة
شركة المطبوعات المصورة هي دار طباعة ونشر لبنانية مُختصَّة في طباعة ونشر وتوزيع كتب ومجلات الأطفال في الوطن العربي.

## الإصدارات
- سوبرمان (مجلة)[1][2]
- العملاق (مجلة)
- طرزان (مجلة)[1]
- لولو الصغيرة (مجلة)[1][2]
- باتمان[2]
- البرق[2]
- طارق[2]
- عائلة الفضاء[2]
- المغامرون الأربعة[2]
- باك روجرز[2]